# Ganggräber Lehnstedt 82 und 83
Die Ganggräber Lehnstedt 82 und 83 (auch als Lehnstedt 3 und 4 bekannt) liegen im Forst Düngel südlich von Lehnstedt im Landkreis Cuxhaven (Elbe-Weser-Dreieck) in Niedersachsen. Sie stammen aus der Jungsteinzeit 3500–2800 v. Chr. und sind Megalithanlagen der Trichterbecherkultur (TBK). Das Ganggrab ist eine Bauform jungsteinzeitlicher Megalithanlagen, die aus einer Kammer und einem baulich abgesetzten, lateralen Gang besteht. Diese Form ist primär in Dänemark, Deutschland und Skandinavien, sowie vereinzelt in Frankreich und den Niederlanden zu finden.

## Lage
Die beiden Megalithanlagen unweit der Försterei tragen die Bezeichnungen Lehnstedt 82 und 83. Ernst Sprockhoff beschrieb die Großsteingräber im „Atlas der Megalithgräber Deutschlands“, Teil 3, unter den Nummern 624 und 623. In einem Bereich bis zu drei Kilometer südlich von Lehnstedt liegen noch weitere, mehr oder weniger beschädigte Großsteingräber. Vier befinden sich in dem großen Waldgebiet Düngel. Jürgen Deichmüller untersuchte und restaurierte 1971/1972 die Anlage Lehnstedt 83 am heutigen „Vorgeschichtspfad Düngel“. H. Aust untersuchte und restaurierte 1975 die an einem Waldlehrpfad 300 Meter nordwestlich vom Forsthaus gelegene Anlage Lehnstedt 82.

## Beschreibung

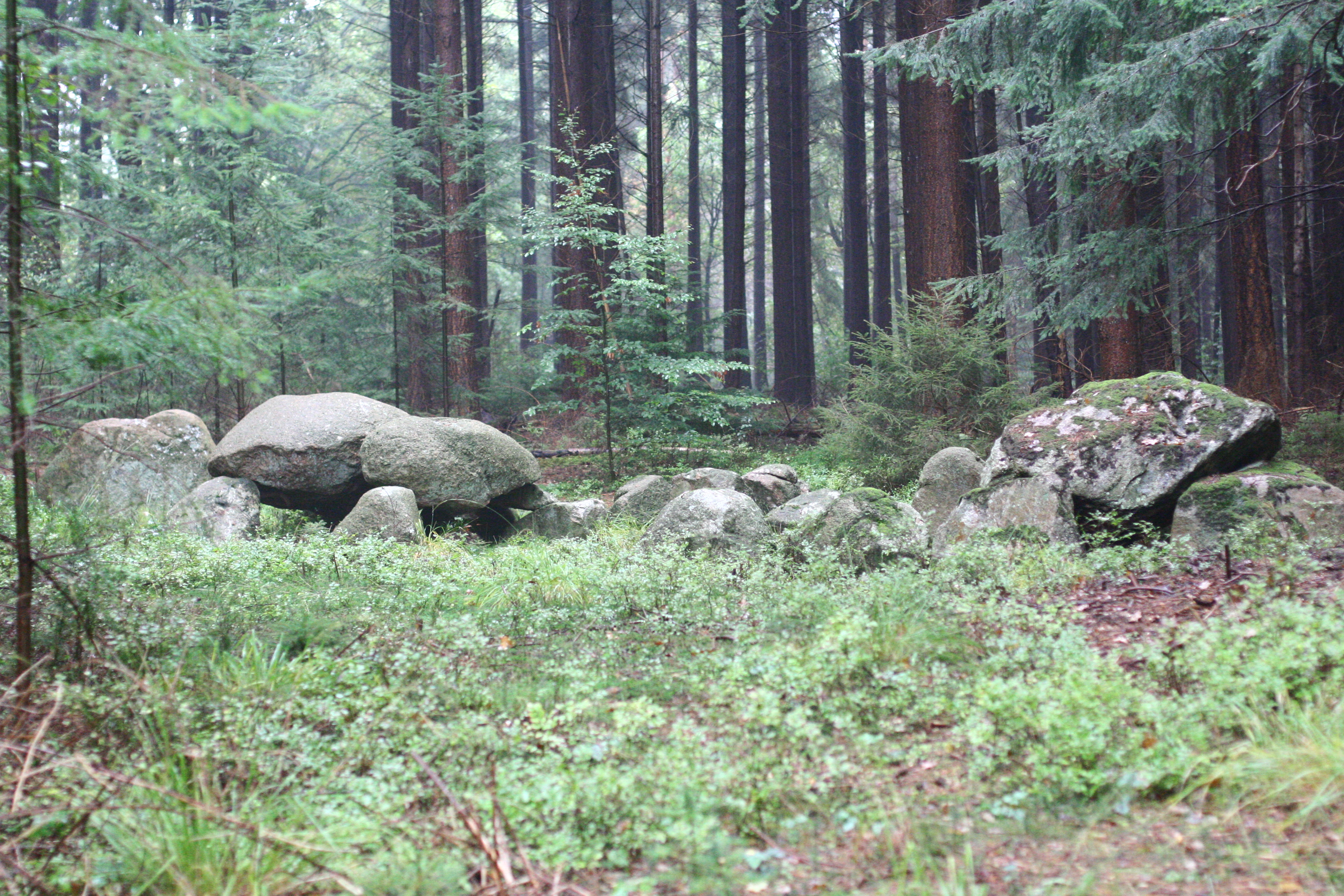
Großsteingrab Lehnstedt 4

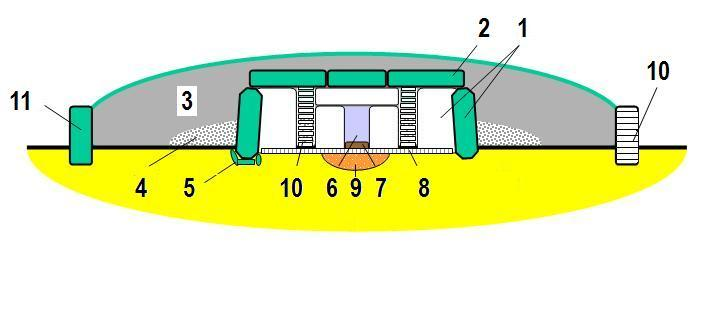
Schema Ganggrab (Querschnitt) 1=Trag-, 2= Deckstein, 3=Erdhügel, 4=Dichtung, 5=Verkeilsteine, 6=Zugang, 7= Schwellenstein. 8=Bodenplatten, 9=Unterbodendepots, 10=Zwischenmauerwerk 11=Randsteine

Die Kammern beider Ganggräber sind mit Innenlängen von 11,20 Meter (Nr. 82) und 9,30 Meter (Nr. 83) Vertreter einer Bauvariante, die ansonsten nur westlich der Weser, insbesondere in der niederländischen Provinz Drenthe und im Emsland zu finden ist. Sie unterscheidet sich von der in der Regel in Deutschland deutlich kürzeren „Nordischen Kammer“, mit ihrer rechteckigen Einfassung (Hünenbetten). Die Zugehörigkeit zur westlichen Gruppe wird durch die langovalen Einfassungen aus faust- bis kopfgroßen Steinen unterstrichen.
Die Kammer besaß ursprünglich 18 Tragsteine und acht Decksteine, von denen noch 15 Trag- und drei Decksteine vorhanden sind. Die fehlenden Steine dürften im 19. Jahrhundert gesprengt worden sein. Einer wurde 1949 entwendet. Die Tragsteine der Langseite standen sich in acht Paaren gegenüber. Die Kammer lag einst in einem langovalen Hügel, der bis in Decksteinhöhe reichte. Der kurze Gang lag auf der Südseite der Kammer.

## Funde
Unter den 907 Keramikscherben waren 264 tiefstichverziert. Sie ließen sich nur teilweise zu Schultergefäßen, Näpfen und Schalen ergänzen. Sechs Scherben besaßen Reste von Inkrustation. Die lithischen Funde bestanden aus einem nachgeschliffenen dickblattigem Feuersteinbeil, drei querschneidige Pfeilspitzen, 12 Klingen, 22 Kernsteinen und 79 Abschlägen. Sie haben den üblichen Fundquerschnitt in Anlagen der Trichterbecherkultur.
Das Beil, eine querschneidige Pfeilspitze und viele der Scherben lagen im Gang und vor der Anlage, was auch anderenorts Entsprechungen hat. Das Ausräumen älterer Beigaben als scheinbar verbreitete Sitte konkurriert mit der jüngeren Auffassung von permanenten Kulthandlungen vor den Anlagen. Zwei Funde deuten an, dass Schnurkeramiker die Kammer ausgeräumt oder nachgenutzt haben könnten. In der stark gestörten Kammer fanden sich eine Randscherbe mit Fingernageleindruck und eine flächig retuschierte, dreieckige Pfeilspitze mit gerader Basis. Diese werden allgemein nicht der Trichterbecherkultur zugerechnet.

## Datierung
Eine absolute Datierung ist nur indirekt über das gleichartige Material aus der benachbarten Kammer Lehnstedt 83 möglich, für die ein unkalibriertes Radiokarbondatum aus der Endphase der Trichterbecherkultur vorliegt – 2115 v. Chr. (kalibriert etwa 2865 v. Chr.).

## In der Nähe
Das Ganggrab bei Meyenburg mit der Sprockhoff-Nr. 629 liegt vor der Brücke über die A27 am Waldrand an der Straße „Bei der Neuen Mühle“ wenig südlich von Sprockhoff-Nr. 623.
Eine kleine Steinkammer (Heine Steingrab 2) befindet sich im Ostteil des Forstes unmittelbar am Grenzgraben der Landkreisgrenze (Sprockhoff-Nr. 626).  Wenig nördlich der Kammer bezeichnen große Steine und Bruchstücke die Lage des zweiten, stark zerstörten Grabes (Heine Steingrab 1 - Sprockhoff-Nr. 625).